# Gare de Saint-Césaire
La gare de Saint-Césaire est une gare ferroviaire française de la ligne de Tarascon à Sète-Ville, située à Saint-Césaire-lès-Nîmes, sur le territoire de la commune de Nîmes, dans le département du Gard, en région Occitanie.
C'est une halte voyageurs de la Société nationale des chemins de fer français (SNCF), desservie par des trains express régionaux du réseau TER Occitanie.

## Situation ferroviaire
Établie à 40 mètres d'altitude, la gare de Saint-Césaire est située au point kilométrique (PK) 30,919 de la ligne de Tarascon à Sète-Ville, entre les gares voyageurs ouvertes de Nîmes et de Milhaud. C'est une gare de bifurcation, origine de la ligne de Saint-Césaire au Grau-du-Roi et aboutissement de la ligne de Sommières à Saint-Césaire (fermée et déclassée).

## Fréquentation
De 2015 à 2023, selon les estimations de la SNCF, la fréquentation annuelle de la gare s'élève aux nombres indiqués dans le tableau ci-dessous :
| Année           | 2015   | 2016  | 2017   | 2018   | 2019   | 2020   | 2021   | 2022   | 2023   |
| --------------- | ------ | ----- | ------ | ------ | ------ | ------ | ------ | ------ | ------ |
| Voyageurs seuls | 10 413 | 9 770 | 14 749 | 12 823 | 16 278 | 11 084 | 15 465 | 21 475 | 25 209 |

## Service des voyageurs

### Accueil
Halte SNCF, c'est un point d'arrêt non géré (PANG) à entrée libre.

### Desserte
Saint-Césaire est desservie par des trains TER Occitanie qui effectuent des missions entre les gares : d'Avignon-Centre, ou de Nîmes, et de Narbonne ; de Nîmes et du Grau-du-Roi.

### Intermodalité
Un parking pour les véhicules est aménagé. 